# Gräddkronad taggstjärt
Gräddkronad taggstjärt (Cranioleuca albicapilla) är en fågel i familjen ugnfåglar inom ordningen tättingar.

## Utseende och läte
Gräddkronad taggstjärt är en liten, långstjärtad fågel med ljust huvud. Fjäderdräkten är ljusbrun, med rödaktig stjärt och rostfärgad skulderfläck. Sången består av en gnisslig accelererande serie med ljusa toner.

## Utbredning och systematik
Gräddkronad taggstjärt förekommer i Anderna i Peru. Den delas in i två underarter med följande utbredning:
- Cranioleuca albicapilla albicapilla – förekommer i Junín, Huancavelica, Apurímac och Ayacucho
- Cranioleuca albicapilla albigula – förekommer i sydöstra Peru (Cusco)

## Levnadssätt
Gräddkronad taggstjärt lever i halvfuktiga buskmarker på hög höjd, framför allt utmed rinnande vattendrag. Där födosöker den lågt i tät vegetation, enstaka eller i par.

## Status och hot
Fågeln har ett begränsat utbredningsområde, men beståndet anses vara stabilt. IUCN kategoriserar arten som livskraftig.